# Deinopa gulussa
Deinopa gulussa là một loài bướm đêm trong họ Erebidae.